# Z'hour Ounissi
Z'hour Ounissi, aussi orthographié Z'hor Ounissi, Zehour Ounissi ou Zuhur Wanasi  (en arabe : زهور ونيسي), née en décembre 1936 à Constantine, est une femme politique et écrivaine algérienne.

## Biographie

### Formation
Z'hour Ounissi est née en décembre 1936, à Constantine dans le nord-est de l'Algérie. Après un baccalauréat universitaire ès lettres en humanités et philosophie elle étudie la sociologie avant de travailler devenir enseignante et journaliste,.

### Carrière littéraire
Elle publie sa première œuvre littéraire en 1955, puis poursuit avec plusieurs recueils de nouvelles qui paraissent entre les années 1960 et 1980. En tant qu'écrivaine, elle est considérée comme une pionnière de l'écriture féminine, mais aussi plus généralement des lettres arabes en Algérie.

### Carrière politique
Parallèlement à son oeuvre littéraire, Z'hour Ounissi s'engage dans la lutte pour l'indépendance de l'Algérie au sein du FLN.  
Engagée en politique, elle devient d'abord députée puis, en 1982, secrétaire d'État aux Affaires sociales dans le gouvernement Abdelghani III. En 1984, elle prend la tête du ministère de la Protection sociale au sein du gouvernement Brahimi I, devenant alors la première femme à occuper un poste de ministre dans l'histoire de l'Algérie. Elle occupe ensuite le poste de ministre de l'Éducation en 1986. 
Sa carrière politique sera marquée par son engagement pour les droits des femmes, l'égalité et la démocratie.

## Œuvres
Liste non exhaustive
- L'imam Abdelhamid Benbadis et la renaissance d'une ouma : histoire d'une vie, 2015
- D'Aveux et de nostalgie, 2011
- Loundja wa elghoul, 1994
- Ombres portées, 1985
- Journal d'une institutrice libre (en arabe : يوميآت مدرسة حرة), 1979
- L'autre rive, (en arabe : الشاطئ الآخر), 1974
- Le trottoir endormi (en arabe : الرصيف النائم), 1967